# Film w Toronto
Toronto jest ważnym ośrodkiem produkcji filmowej w Ameryce Północnej, konkurując o drugie miejsce z Nowym Jorkiem, po Hollywood. W Toronto znajduje się największe kubaturowo studio na świecie.
W Toronto powstał system IMAX, kamery Wescam umożliwiające spektakularne zdjęcia z powietrza, a także system kin wielosalowych (multipleksów). Wielu kanadyjskich aktorów upamiętniono na alei gwiazd – Canada’s Walk of Fame.

## Festiwale filmowe
Największym z torontońskich festiwali filmowych jest TIFF – Toronto International Film Festival. Festiwal ten jest uważany za jeden z najważniejszych na świecie. Zwykle na festiwalu jest obecnych ponad 4500 specjalistów z branży. Na pokazy sprzedaje się corocznie około 260 000 biletów.
Oprócz TIFF w Toronto odbywają się między innymi takie festiwale, jak:
- przegląd kina z Quebecu Cinefranco w marcu,
- przegląd filmów dokumentalnych Hot Docs - Canadian International Documentary Festival w kwietniu,
- festiwal filmów dla dzieci Sprockets Toronto International Film Festival for Children,
- Toronto Jewish Film Festival
- ReelWorld Film Festival,
- FOOT – Festival of Original Theatre and Film
- Images Festival of Independent Film and Video
- przegląd filmów twórców gejowskich i o tematyce tego środowiska The Inside Out Toronto Lesbian and Gay Film and Video Festival w maju,
- Toronto Worldwide Short Film Festival w czerwcu,
- Toronto Italian Film Festival w czerwcu,
- Giggleshorts, festiwal śmiesznych filmów krótkometrażowych w sierpniu,
- festiwal tylko i wyłącznie dla twórców poniżej 19 roku życia TITMF – Toronto International Teens Movie Festival w sierpniu,
- wrześniowy festiwal filmów krótkometrażowych Cabbagetown Short Film and Video Festival.

## Kina
Spora część kin w Toronto zrzeszona jest w Festival Cinemas. 
Do wartych odnotowania kin należy Cinematheque Onatrio, w którym oprócz przeglądów autorskich czy tematycznych, można zobaczyć często kino alternatywne, oraz Mediatheque – miejsce, gdzie można oglądać i przeglądać na indywidualnych ekranach filmy kanadyjskich twórców.